# Nicholas Butler
Pour les articles homonymes, voir Butler.
Nicholas Murray Butler, né à Elizabeth (New Jersey) le 2 avril 1862 et mort à New York le 7 décembre 1947 , est codétenteur aux côtés de Jane Addams du Prix Nobel de la paix en 1931, président de l'université Columbia de 1902 à 1945 et président de la Fondation Carnegie pour la paix internationale de 1925 à 1945.

## Biographie

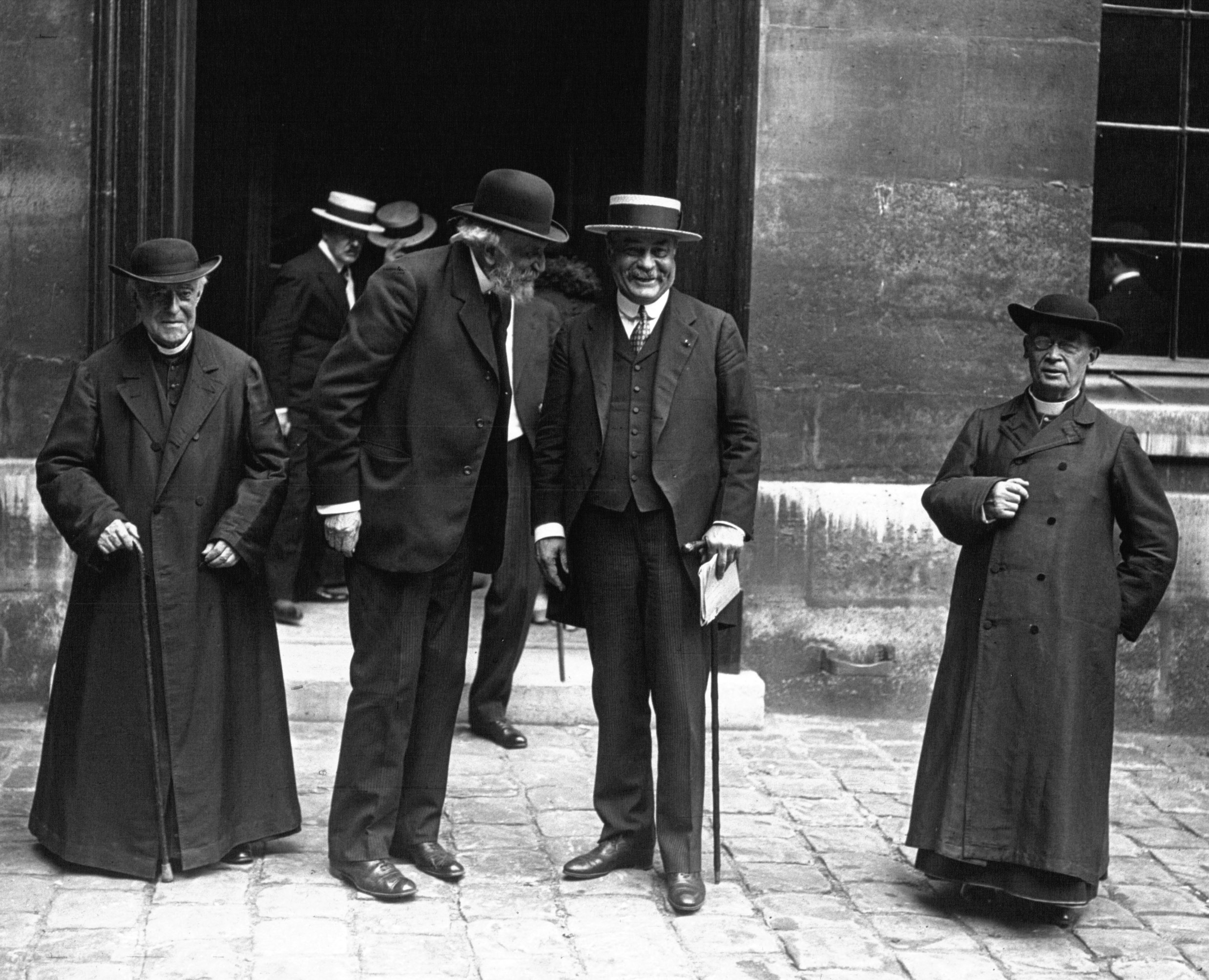
Second à partir de la droite, Nicholas Butler est reçu à l'Académie française, à Paris, en 1921 avec Alfred Baudrillart, Alexandre Ribot et Louis Duchesne.

Diplômé de Columbia, il poursuit ses études à Paris et à Berlin. En 1901, il devient le président de l'université Columbia. Il est membre du Parti républicain et délégué à la convention républicaine de 1888 à 1936.
En 1912, à la suite du décès du vice-président James Sherman, il est candidat à la vice-présidence au côté du président sortant William H. Taft. Au jour de l'élection, ils ne recueillent que 23 % des suffrages (8 sièges de grands électeurs) et sont devancés par la candidature dissidente de Theodore Roosevelt avec 27 % des voix. C'est finalement le démocrate Woodrow Wilson qui est élu avec 42 % des voix.

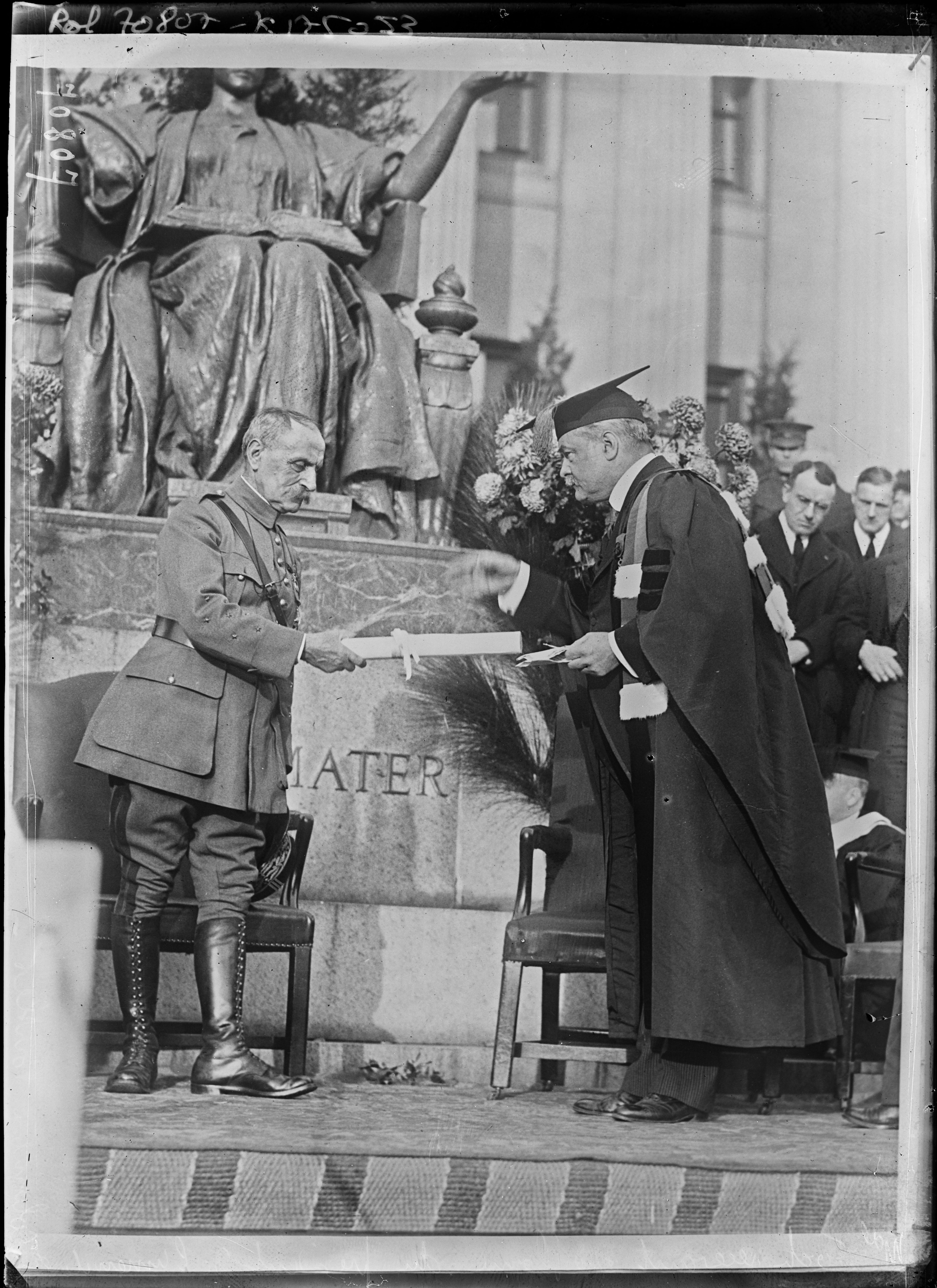
Remettant un diplome à Ferdinand Foch en 1921 devant la Bibliothèque Low Memorial.

En 1920, il se présente aux primaires républicaines, mais il est devancé par Warren G. Harding et échoue de nouveau en 1928. En 1931, il reçoit le prix Nobel de la paix pour sa promotion du Pacte Briand-Kellogg. Entre 1928 et 1946, il est président de Pilgrims Society.